# Клуж-Напока
Клуж-Напока (до 1974 г. Клуж; (на румънски: Cluj-Napoca; на унгарски: Kolozsvár; на немски: Klausenburg; на латински: Claudiopolis) е град в северозападна Румъния, административен център на окръг Клуж и историческа столица на областта Трансилвания. Населението му през 2011 г. е 324 576 души, което го поставя на второ място сред градовете в страната след столицата Букурещ. 
Клуж е разположен в долината на река Сомешул Мик, на приблизително еднакво разстояние от Букурещ (324 km), Будапеща (351 km) и Белград (322 km).

## География
Клуж-Напока се намира в централната част на Трансилвания и заема площ от 179,5 км². Градът се разпростира в долините на реките Малък Сомеш и Надаш, а на югоизток – по хълма Феляк. От 3 страни е заобиколен от хълмове с височина между 500 и 825 м.
По-голямата част от терена, заобикалящ града, е покрита с гори и ливади, в които се срещат редки растения. В района на Клуж има 2 ботанически резервата – „Фънанцеле Клужулуи“ (Fânaţele Clujului) и „Валеа Мори“ (Valea Morii).
Климатът на Клуж е умерено-континентален, повлиян от близостта на планините Мунци Апусени. Лятото е топло, а зимата – мека. Средногодишната температура е 8,2 °C, а средногодишните валежи достигат 663 мм.

## История
Първото документално споменаване на поселище на територията на днешния град Клуж е направено от географа Клавдий Птоломей, който отбелязва, че тук се намира „едно от най-забележителните селища в римска Дакия, наричано Напука (Napuca)“. След като Дакия е завладяна от римския император Траян, селището Напока на даките става легионерски лагер, а впоследствие се развива като важен търговски пункт, прераснал с времето в малък град. При император Адриян (117 – 138) Напока получава привилегиите на civitas и името Municipium Aelium Hadrianum Napoca.
Вероятно по времето на император Марк Аврелий на това място е изградена римска колония. През 3 век Напока за няколко години е столица на римска провинция и седалище на прокуратора.
След оттеглянето на римската администрация от Дакия през 271 г. градът постепенно залязва. Документално името му (Castrum Clus) се споменава едва през 1167 г.
През 13 век немски заселници саси се установяват на брега на река Малък Сомеш. По времето на унгарския крал Стефан V крепостта Клуж е наричана Каструм Клуж (Castrum Clus). Унгарският крал Сигизмунд дава на крепостта през 1405 г. статут на свободен град. С времето Клуж става важен търговски център. По това време населението на града е основно от саси и секуи.
Ролята на занаятчиите в града нараства, тъй като те имат подкрепата на владетелите, сред които и Матияш Корвин – крал на Унгария между 1458 и 1495 г., който е роден тук. Той дава 41 привилегии на родния си град, които го издигат над околните селища.
До 15 век градът получава европейско признание. Специфичната му европейска архитектура в стил късна готика може да се открие в римо-католическата църква „Свети Михаил“, както и в множество частни домове.
Заради високия си жизнен стандарт жителите на Клуж не взимат участие във въстанието на Георге Дожа през 1514 г. От 1790 до 1848 г. и от 1861 до 1867 г. градът, наричан Клаузенбург, е столица на Трансилвания в рамките на Хабсбургската монархия. От 1867 г. Трансилвания отново е част от Унгария. През 1872 г. в Клаузенбург се създава вторият университет в Унгария – Университетът „Франц Йозеф“ (днес Университет „Сегед“).
След Първата световна война на 4 юни 1920 г. с Трианонския мирен договор Трансилвания е присъединена към Румъния. През 1940 г. северната част на Трансилвания заедно с град Клуж по силата на Второто виенско споразумение е върната на Унгария, а след 1947 г. Парижкото споразумение я връща отново на Румъния. И днес Клуж е културен център на унгарското малцинство в Румъния.
През 1974 г. Николае Чаушеску добавя от националистически подбуди към румънското название на града Клуж историческото Napoca в подкрепа на догматичната теория за дако-римския континюитет (вж. статията румънци).
Днес Клуж-Напока е важен културен, стопански и научен център в Румъния. Университетът „Бабеш-Боляи“ е един от най-реномираните в Централна Европа, известен също с факта, че е единствения триезичен университет в Европа.

## Население
Според преброяването от 18 март 2002 г. населението на града е 318 027 жители (43,1% от населението на окръга и 65% от градското му население) в сравнение с 328 602 жители през 1992 г. (спад от 3,2%). Намаляването на населението се обяснява със значителния брой жители на града, емигрирали в западните страни и намалелия естествен прираст.
Демографско развитие
- 1850 г.: || 19 612 (румънци: 21,0%, унгарци: 62,8%)
- 1880 г.: ||| 32 831 (румънци: 17,1%, унгарци: 72,1%)
- 1890 г.: |||| 37 184 (румънци: 15,2%, унгарци: 79,1%)
- 1900 г.: ||||| 50 908 (румънци: 14,1%, унгарци: 81,1%)
- 1910 г.: |||||| 62 733 (румънци: 14,2%, унгарци: 81,6%)
- 1920 г.: ||||||||| 85 509 (румънци: 34,7%, унгарци: 49,3%)
- 1930 г.: |||||||||| 103 840 (румънци: 35,7%, унгарци: 46,5%)
- 1941 г.: ||||||||||| 114 984 (румънци: 9,8%, унгарци: 85,7%)
- 1948 г.: |||||||||||| 117 915 (румънци: 40%, унгарци: 57%)
- 1956 г.: ||||||||||||||| 154 723 (румънци: 47,8%, унгарци: 47,9%)
- 1966 г.: ||||||||||||||||||| 185 663 (румънци: 56,5%, унгарци: 41,4%)
- 1977 г.: |||||||||||||||||||||||||| 262 858 (румънци: 65,8%, унгарци: 32,8%)
- 1992 г.: ||||||||||||||||||||||||||||||||| 328 602 (румънци: 76,6%, унгарци: 22,7%)
- 2002 г.: |||||||||||||||||||||||||||||||| 318 027 (румънци: 79,5%, унгарци: 18,9%)

### Етническа структура
Към момента мнозинството от населението на Клуж-Напока е от румънския етнос (79,46%), но съществува и значително унгарско малцинство (18,86%). Освен румънци и унгарци в града има и цигански (0,96%), немски (0,22%) и еврейски (0,07%) общности.
Един от кварталите в града се нарича Булгариа по националността на българските градинари, заселили се там през 18 век.

## Известни личности
Родени в Клуж-Напока
- Абрахам Валд, американски математик

Починали в Клуж-Напока
- Йон Агърбичану (1882-1963), писател